# Brita Hertzberg

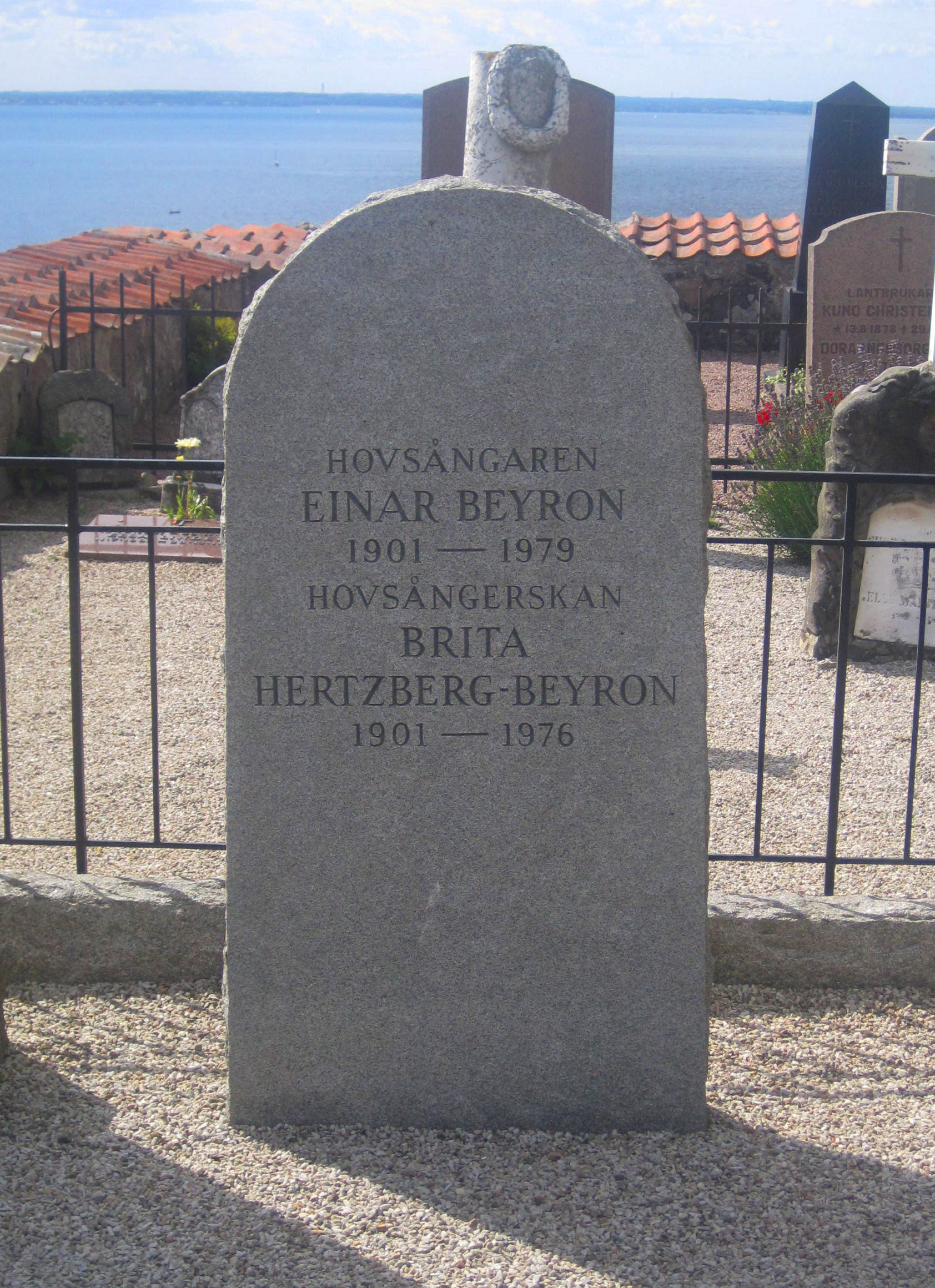
Tomba de Brita Hertzbergs i del seu marit Einar Beyron a l'església antiga de Sant Ibb

Olga Brita Lovisa Hertzberg Beyron (Norrköping, Suècia, 19 d'octubre de 1901 – Estocolm, 17 de novembre de 1976) fou una cantant d'òpera (soprano) i actriu sueca.

## Biografia
Fou filla de Johan Hertzberg i Mathilda Nilsson.
Herzberg va fer el seu debut en l'Òpera Real (Kungliga Operan) d'Estocolm l'any 1924 com a Mignon, en l'òpera homònima d'Ambroise Thomas, i com a Mimì en La bohème de Puccini, però ja havia debutat professionalment temps abans per a la companyia Arbis a Norrköping. El seu repertori va ser molt ampla, incloent-hi el període d'obres entre Christoph Willibald Gluck i Gian Carlo Menotti. Va cantar, entre d'altres, rols principals de Wagner com ara les Brünhilde i el de Isolda a Tristan und Isolde i de Verdi el d'Elisabeth a Don Carlos. Hertzberg va cantar el paper de Katerina Izmailova de Lady Macbeth de Mtsensk de Dmitri Xostakóvitx a l'estrena sueca de 1935, i va participar en l'estrena de Judith de Natanael Berg en 1934 i de Lycksalighetens ö de Hilding Rosenberg en 1948.
Va cantar convidada als teatres d'òpera dels països nòrdics, a Praga, Budapest, Bolonya i al Gran Teatre del Liceu de Barcelona, en aquest cas en Tristan und Isolde en febrer de 1947. Es va retirar de l'òpera de 1954. No obstant això, el seu veritable paper de comiat va ser l'Amneris d'Aida en 1956, amb Birgit Nilsson. Després de retirar-se dels escenaris, Hertzberg va participar en diversos teatres com prima donna d'opereta i actriu. La seva darrera aparició va tenir lloc en 1969 en l'església d'Östra Husby juntament amb el seu marit, Einar Beyron.
Va estar casada amb el cantant Hadar Hellerstedt entre 1927 i 1929, i amb el tenor d'òpera Einar Beyron des de 1932. La seva filla és la cantant d'òpera Catarina Ligendza, nascuda en 1937.

## Premis i distincions
- 1932 – Litteris et artibus, guardó de la Casa Reial Sueca
- 1940 – Hovsångare, títol honorífic suec per a cantants d'òpera
- 1943 – Membre de la junta de la Reial Acadèmia Sueca de la música
- 1971 – Medaljen för tonkonstens främjande, medalla de la promoció musical

## Filmografia
- Klockorna i Gamla Sta'n, 1946

## Teatre (selecció)
- 1956 – Pistache en Can-Can de Cole Porter i Abe Burrows, dirigida per Ivo Cramér, Oscarsteatern d'Estocolm[4]
- 1962 – Katharina Schwarzenegger en Tre valser d'Oscar Straus, Paul Knepler i Armin Robinson, dirigida per Ivo Cramér, Oscarsteatern[5]

## Discografia
- Brita Hertzberg, Einar Bejron [Beyron] 1928–1945. Hamburger Archiv für Gesangskunst. HAFG 10031. (www.hafg.de)
- Den siste sångarfursten = The last singing despot. Caprice CAP 21586 (4 cd). 1998. – Contingut: Les noces de Fígaro (Mozart). Hertzberg com la comtessa. 1937.
- Amneris en Aida de Verdi, amb Birgit Nilsson, Set Svanholm. Kungliga Operan 12 de febrer de 1956. Kungliga hovkapellet. Director Sixten Ehrling. Caprice CAP22055 (2 CD).
- Brita Hertzberg, Einar Beyron. EMI 7 C 053-35416.
- Elsa en Lohengrin de Wagner. Fragments. Herbert Sandberg, dirigint la Royal Opera, Estocolm, en directe 1933/1934. "Wagner en Estocolm", Bluebell 091.
- Isolde en Tristan und Isolde de Wagner. Acte 2n. Diresctor Herbert Sandberg. Royal Opera, Estocolm, en directe 1941. "Wagner en Estocolm", Bluebell 091.
- Magda Sorel en The Consul de Menotti. En directe, 1952. Dir. Sixten Ehrling. Verismo at the Royal Swedish Opera 1952–1962. Caprice CAP 22063.